# Lučenec
Lučenec (em húngaro: Losonc; alemão: Lizenz) é uma cidade da Eslováquia, situada no distrito de Lučenec, na região de Banská Bystrica. Tem 47,79 km² de área e sua população em 2018 foi estimada em 27.805 habitantes.

## Demografia
| Ano:        | 1994   | 2004   | 2014   | 2024    |
| ----------- | ------ | ------ | ------ | ------- |
| Broj ljudi: | 29 023 | 28 039 | 28 204 | 24 661  |
| Razlika:    |        | -3,39% | +0,58% | -12,56% |

| Ano:               | 2023   | 2024   |
| ------------------ | ------ | ------ |
| Número de pessoas: | 25 018 | 24 661 |
| Diferença:         |        | -1,42% |